# Paradromulia bimaculata
Paradromulia bimaculata là một loài bướm đêm trong họ Geometridae.